# Tom Medina
Pour plus de détails, voir Fiche technique et Distribution.
Tom Medina est un film franco-suisse réalisé par Tony Gatlif, sorti en 2021.

## Résumé
Dans la mystique Camargue, Tom Medina débarque en liberté surveillée chez Ulysse, homme au grand cœur. Tom aspire à devenir quelqu'un de bien, mais il se heurte à une hostilité ambiante, qui ne change pas à son égard. Quand il croise la route de Suzanne, qui a été séparée de sa fille, Tom se sent prêt à créer sa propre justice et prendre sa revanche sur le monde.

## Fiche technique
Sauf indication contraire, les informations mentionnées dans cette section peuvent être confirmées par la base de données cinématographiques IMDb,  présente dans la section « Liens externes ».
- Titre : Tom Medina
- Réalisation et scénario : Tony Gatlif
- Photographie : Patrick Ghiringhelli
- Montage : Monique Dartonne
- Costumes : Catherine Rigault
- Société de production : Princes Film, SOFICA, Cinémage 14
- Pays de production : France et Suisse
- Format : couleur — 2,35:1
- Genre : drame
- Durée : 100 minutes
- Dates de sortie :
  - France : 8 juillet 2021 (Festival de Cannes 2021) ; 4 août 2021 (sortie nationale)

## Distribution
- David Murgia : Tom Medina
- Suzanne Aubert : Suzanne
- Slimane Dazi : Ulysse
- Karoline Rose Sun : Stella

## Accueil critique
En France, le site Allociné recense une moyenne des critiques presse de 3,1/5.

## Distinction
- Festival de Cannes 2021 : sélection en section Cinéma de la Plage